# 조롱박 세포
조롱박 세포 또는 푸르키녜 세포(Purkinje cell, 푸르킨예 세포) 또는 푸르키녜 뉴런(Purkinje neuron)은 1837년에 이를 발견한 체코의 생리학자 얀 에반겔리스타 푸르키녜의 이름을 따서 명명되었으며, 뇌의 소뇌 피질에 위치한 독특한 유형의 눈에 띄는 대형 뉴런이다. 플라스크 모양의 세포체, 많은 분지형 수상돌기, 단일 긴 축삭을 가진 이 세포는 운동 활동을 제어하는 데 필수적이다. Purkinje 세포는 주로 GABA(감마-아미노부티르산) 신경전달물질을 방출하여 일부 뉴런을 억제하여 신경 자극 전달을 줄인다. Purkinje 세포는 이러한 억제 작용을 통해 신체의 운동 동작을 효율적으로 제어하고 조정한다.

## 같이 보기
- 조절 (척추동물 눈)
- 주시 반사
- 얀 에반겔리스타 푸르키녜
- 산탸고 라몬 이 카할

- 카할 사이질핵

- 푸르키녜 섬유